# Orkanen Laura
Orkanen Laura (engelska: Hurricane Laura) var en orkan av kategori 4 som vållade stor skada i Nordamerika under augusti 2020.
Laura träffade först de mindre Antillerna och passerade Puerto Rico som en tropisk storm, flyttade sig sedan vidare över ön Hispaniola och dödade 31 personer i Haiti och fyra i Dominikanska republiken. Stormen rörde sig sedan längs hela Kuba, vilket föranledde tropiska stormvarningar och evakuering av fler än 260 000 människor. Därefter sträckte sig de yttre regnbanden till Florida Keys och South Florida . Laura flyttade sedan över Mexikanska golfen och förstärktes långsamt först innan en period av snabb intensivering i den 26 augusti då Laura uppgraderades till en stor orkan. 
Tidigt den 27 augusti nådde Laura det amerikanska fastlandet vid Cameron, Louisiana. Laura var den då tionde starkaste amerikanska orkanen vars vindhastighet har registrerats. Stormen orsakade minst 34 dödsfall i USA. Efter detta försvagades Laura snabbt när den rörde sig inåt landet och blev en tropisk storm senare samma dag. Totalt orsakade Laura skador för mer än 8,9 miljarder dollar och 69 dödsfall.